# Joseph Noerden
Joseph Noerden (* 31. März 1927 in Esch an der Alzette; † 2. Mai 1991 in Berlin) war ein luxemburgischer Schauspieler.

## Leben
Von 1942 an absolvierte Joseph Noerden eine Lehre als Industriekaufmann bei der Arbed, die er 1945 erfolgreich beendete. Im November des gleichen Jahres begann er bei Wilfried Seyferth und Erwin Kalser ein Studium an der Züricher Schauspielschule. Sein erstes  Engagement erhielt er 1948 am Stadttheater Zürich. Ein Jahr später stand er bei den Recklinghäuser Ruhrfestspielen auf der Bühne. Im gleichen Jahr wurde er von Bertolt Brecht nach Ost-Berlin an das neu gegründete Berliner Ensemble verpflichtet. Hier stand er auch  in dem Stück Herr Puntila und sein Knecht Matti sowie in der Uraufführung der Mutter Courage als "Schweizerkas" auf der Bühne.
Im Juni 1953 verließ Joseph Noerden das Brecht-Theater und wurde Mitglied des West-Berliner Schillertheaters, das ebenso wie das Schlosspark-Theater zu den Staatlichen Schauspielbühnen Berlin gehörte, deren gemeinsamer Intendant zu jener Zeit Boleslaw Barlog war, weshalb Noerden an später allen drei Spielstätten eingesetzt wurde. In all den Jahren hatte er immer wieder Auftritte in seiner Heimat Luxemburg, so nahm er an den Wiltzer Festspielen in der Rolle des Schülers in Goethes Faust teil. Im Kasemattentheater, einem 1964 in der Stadt Luxemburg gegründeten Theater hatte er vier Stücke inszeniert (u. a. "Die Polizei","Der Abstecher", "Ein reizender Abend") in denen er nicht selbst auftrat. 1972 konzipierte er hier einen Abend über seinen wichtigsten Lehrmeister Bert Brecht mit Haidy Jacoby und seinem Berliner Kollegen Bernhard Minetti, bei dem er auch Regie führte. Er hat als einer der ersten bei der Lesung einen "Soundtrack" verwendet, ein Tonband, dass er zusammen mit Herrn Güldemeister im Off des Schillertheaters zusammengeschnitten hat, es beinhaltete üble Geräusche wie Geschützdonner, Nagelstiefel von Marschierenden Kolonnen; zum Ende, wenn die Zuschauer gehen, spielte das Tonband Sinatras "Strangers in The Night"; sozusagen zur Versöhnung, die Platte hatte ihm Haidy im Jahr zuvor geschenkt. Neben seiner Theaterarbeit wirkte Joseph Noerden bei Film, Fernsehen und im Rundfunk mit.
Bereits im Alter von zwölf Jahren verfasste Joseph Noerden seine ersten Gedichte, die in luxemburgischen Zeitungen erschienen. 1988 erschien sein Gedichtband Winterholz, der von den eigenen Träumen, Hoffnungen, Enttäuschungen und Widersprüchen zeugt, beim Luxemburger Verlag Institut Grand-Ducal.

## Filmografie
- 1951: Corinna Schmidt
- 1955: Der Hauptmann und sein Held
- 1976: Lieb Vaterland magst ruhig sein

## Schauspieler
- 1948: William Shakespeare: Was ihr wollt (Bleichwang) – Regie: ? (Stadttheater Zürich)
- 1949: Johann Wolfgang von Goethe: Faust (Schüler) – Regie: ? (Ruhrfestspiele Recklinghausen)
- 1950: Jakob Michael Reinhold Lenz: Der Hofmeister – Regie: Bertolt Brecht (Berliner Ensemble im Deutschen Theater Berlin)
- 1951: Gerhart Hauptmann: Der rote Hahn (Gustav) – Regie: Egon Monk (Berliner Ensemble im Deutschen Theater Berlin)
- 1951: Bertolt Brecht: Mutter Courage und ihre Kinder (Schweizerkas) – Regie: Bertolt Brecht/Erich Engel (Berliner Ensemble im Deutschen Theater Berlin)
- 1952: Molière: Don Juan (Don Juan) – Regie: Benno Besson (Volkstheater Rostock)
- 1953: Carl Zuckmayer: Der Hauptmann von Köpenick – Regie: Boleslaw Barlog (Schillertheater Berlin)
- 1953: Gerhart Hauptmann: Die Ratten – Regie: Karl-Heinz Stroux (Schillertheater Berlin)
- 1954: Sophokles: Antigone – Regie: Heinrich Koch (Schillertheater Berlin)
- 1954: William Shakespeare: Troilus und Cressida – Regie: Gustav Rudolf Sellner (Schillertheater Berlin)
- 1955: Jean Anouilh: Ornifle oder der erzürnte Himmel (Reporter) – Regie: Rudolf Steinboeck (Schlosspark Theater Berlin)
- 1958: Félicien Marceau: Das Ei – Regie: Willi Schmidt (Schlosspark Theater Berlin)
- 1958: Jean Giraudoux: Der Apollo von Bellac – Regie: Willi Schmidt (Schillertheater Berlin)
- 1959: Molière: Don Juan – Regie: Fritz Kortner (Schillertheater Berlin)
- 1960: Mattias Braun nach Aischylos: Die Perser – Regie: Hans Lietzau (Schillertheater Berlin)
- 1961: Leopold Ahlsen nach Dostojewski: Raskolnikoff – Regie: Willi Schmidt (Schlosspark Theater Berlin)
- 1961: Max Frisch: Andorra – Regie: Fritz Kortner (Schillertheater Berlin)
- 1963: Elisabeth Brock-Sulzer: Judith – Regie: Axel Corti (Schlosspark Theater Berlin)
- 1963: William Shakespeare: Der Widerspenstigen Zähmung – Regie:Gustav Rudolf Sellner (Schillertheater Berlin)
- 1964: Leopold Ahlsen: Sie werden sterben, Sire (Diener) – Regie: Werner Düggelin (Schlosspark Theater Berlin)
- 1970: Nikolai Gogol: Der Revisor – Regie: Max Peter Ammann (Schillertheater Berlin)
- 1973: Henrik Ibsen: Ein Volksfeind – Regie: Peter Fitzi (Schillertheater Berlin)
- 1979: Karl Valentin: Der reparierte Scheinwerfer/Der Umzug – Regie: Nikolaus Haenel (Schillertheater Berlin - Werkstatt)

## Hörspiele und Features
- 1955: Hugo von Hofmannsthal: Jedermann (Gesell) – Regie: Hans Bernd Müller (Hörspiel – SFB)
- 1955: Thomas Mann: Fiorenza (Grifone) – Regie: Curt Goetz-Pflug (Hörspiel – SFB)
- 1955: Rudolf Bayr: Agamemnon muß sterben (3. Bürger) – Regie: Hans Conrad Fischer (Hörspiel – SFB/ORF)
- 1956: Carlo Schmid: Große deutsche Demokraten – Carl Schurz (Spielhagen) – Regie: Curt Goetz-Pflug (Radio-Feature – SFB)
- 1961: Max Frisch: Graf Öderland (Wärter) – Regie: Hans Lietzau (Hörspiel – SFB)